# 阿德瑞娜·利瑪
阿德瑞娜·利瑪（Adriana Francesca Lima，1981年6月12日—），又譯作亞莉安娜·利瑪，是一位巴西超模，是維多利亞的秘密與Maybelline的知名模特兒。曾經被媒體選為世界上最性感女人之一。並且被People Magazine選為世界上年度100大最美麗女人。作为维多利亚的秘密最著名的模特之一，阿德瑞娜·利玛与这个内衣品牌签订了超过18年的工作合约。她还曾是万国表、美宝莲、萧邦、阿玛尼等品牌的代言人。

## 早年
她13歲時，在家鄉巴西巴伊亞的某個大型休閒購物賣場逛街時被星探發現。兩年後，她贏得了福特超級模特兒大賽巴西賽區的大獎，並有幸被評為福特全球超級模特兒大賽亞軍佳麗。她的父亲在她六个月大时离开了家庭，阿德瑞娜·利玛仅由母亲抚养长大。利马在萨尔瓦多的布朗库堡附近长大。她曾在采访中表示，在开始模特生涯之前，她的梦想职业是从事儿科医生。
阿德瑞娜·利玛会说四种语言：她的母语葡萄牙语、英语、意大利语和西班牙语。她擁有法國、葡萄牙、日僑、美洲原住民以及加勒比海地區血統。

## 模特兒生涯

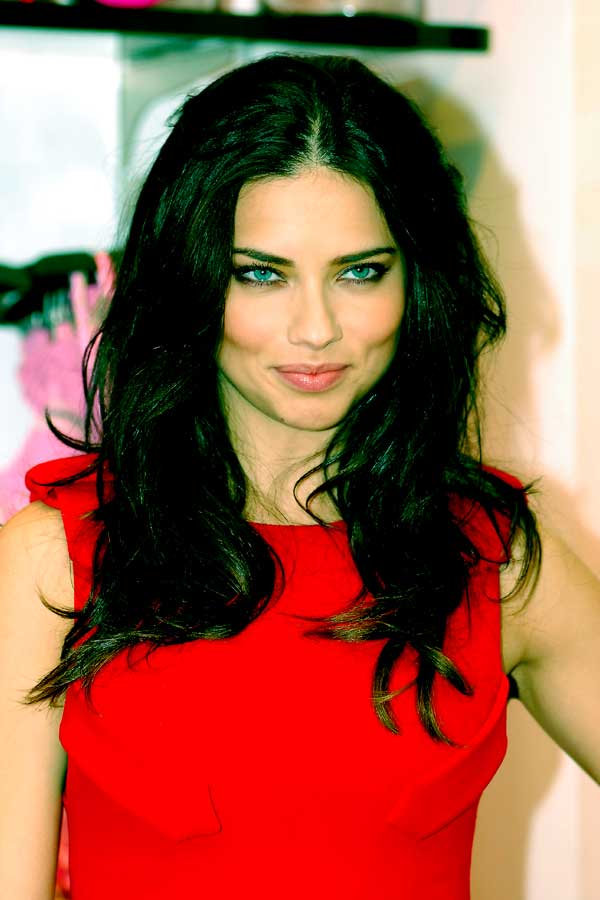
2010年的亞莉安娜

阿德瑞娜·利玛在15岁时报名参加了福特的“巴西超级名模”模特大赛，并获得了第一名。随后，她参加了1996年福特世界超级模特大赛并获得第二名。不久她移居到紐約市，與Elite Model Management簽約。
阿德瑞娜·利玛于1997年9月在Anna Sui的纽约时装周秀场上首次亮相。作为T台模特，她曾为Rosa Cha、Blue man、Fashion's Night Out、Caio Gobbi、Fause Haten、M.Officer、Luca Luca、Liverpool Fashion、Dosso Dossi、Carmen Steffens、Cía Maritima、Agua 等设计师走秀。她参加过的品牌时装秀有Emilio Pucci、Fendi、Giorgio Armani、Balmain、Bottega Veneta、Sportmax、Vera Wang、Valentino、 Miu Miu、Givenchy、Versace、Alexandre Herchcovitch、Jason Wu、Marc Jacobs、Christian Dior、Paco Rabanne、Victoria's Secert、Prada、Louis Vuitton、Desigual、Anna Sui、Guy Laroche、John Galliano、Alexander McQueen、Ralph Lauren、Escada、Nanette Lepore、Richard Tyler、Christian Dior和 Betsey Johnson等。并在1997年阿德瑞娜·利玛为钻石品牌De Beers和意大利时装品牌Blumarine拍摄了广告。
阿德瑞娜·利玛的第一张重要封面是1998年9月的Marie Claire Brazil。她的第一张Vogue封面是1999年德国版Vogue的特刊。
在2000年，阿德瑞娜·利玛成为美国时装品牌GUESS的模特，并与其签订合约，出现在当年的秋季广告和次年的春季广告活动中。阿德瑞娜·利玛再一次出现在De Beers的春季广告中，并为Swatch Skin Watch、BCBG Max Azria、Intimissini等品牌拍摄广告。阿德瑞娜成为Emporio Armani的“白色”香水的代言人，该系列分为男香和女香两种。
2001年，阿德瑞娜·利玛继续与阿玛尼公司合作，出镜了Armani Jeans的春夏季和秋冬季广告，摄影师是Ruedi Hofmann。除此之外，她还出现在英国百货公司NEXT的广告和目录中。
阿德瑞娜·利玛继续扩大她的工作组合，为Maybelline做更多的广告工作，自2003年至2009年，她一直是美宝莲的代言人，该合约于2002年底敲定。同年，她出现在Armani Jeans的春夏季广告中，这是她最后一次参与阿玛尼的广告活动。

## 義務工作
亞莉安娜善於運用自己的名氣及財力幫助他人了，特別值得一提的是位於巴伊亞的Caminos Do Luz孤兒院，正是她運用自己的聲望及財富創建起來的。